# قائمة قرارات مجلس الأمن التابع للأمم المتحدة لعام 2014
تتضمن قائمة قرارات مجلس الأمن التابع للأمم المتحدة لعام 2014 جميع القرارات الصادرة عن مجلس الأمن التابع للأمم المتحدة خلال العام 2014.

## القائمة
| رقم القرار | الرمز            | نص القرار                         | موضوع القرار                                                            |
| ---------- | ---------------- | --------------------------------- | ----------------------------------------------------------------------- |
| 2133 ‏      | S/RES/2133(2014) | نص الوثيقة على موقع الأمم المتحدة | الأخطار التي تهدد السلام والأمن الدوليين من جراء الأعمال الإرهابية      |
| 2134 ‏      | S/RES/2134(2014) | نص الوثيقة على موقع الأمم المتحدة | جمهورية أفريقيا الوسطى                                                  |
| 2135 ‏      | S/RES/2135(2014) | نص الوثيقة على موقع الأمم المتحدة | قبرص                                                                    |
| 2136 ‏      | S/RES/2136(2014) | نص الوثيقة على موقع الأمم المتحدة | جمهورية الكونغو الديمقراطية                                             |
| 2137 ‏      | S/RES/2137(2014) | نص الوثيقة على موقع الأمم المتحدة | بوروندي                                                                 |
| 2138       | S/RES/2138(2014) | نص الوثيقة على موقع الأمم المتحدة | تقرير الأمين العام بشأن السودان وجنوب السودان                           |
| 2139       | S/RES/2139(2014) | نص الوثيقة على موقع الأمم المتحدة | الشرق الأوسط                                                            |
| 2140       | S/RES/2140(2014) | نص الوثيقة على موقع الأمم المتحدة | الشرق الأوسط                                                            |
| 2141 ‏      | S/RES/2141(2014) | نص الوثيقة على موقع الأمم المتحدة | عدم انتشار الأسلحة/جمهورية كوريا الشعبية الديمقراطية                    |
| 2142 ‏      | S/RES/2142(2014) | نص الوثيقة على موقع الأمم المتحدة | الصومال                                                                 |
| 2143 ‏      | S/RES/2143(2014) | نص الوثيقة على موقع الأمم المتحدة | الأطفال والنزاع المسلح                                                  |
| 2144 ‏      | S/RES/2144(2014) | نص الوثيقة على موقع الأمم المتحدة | ليبيا                                                                   |
| 2145 ‏      | S/RES/2145(2014) | نص الوثيقة على موقع الأمم المتحدة | أفغانستان                                                               |
| 2146 ‏      | S/RES/2146(2014) | نص الوثيقة على موقع الأمم المتحدة | ليبيا                                                                   |
| 2147 ‏      | S/RES/2147(2014) | نص الوثيقة على موقع الأمم المتحدة | جمهورية الكونغو الديمقراطية                                             |
| 2148 ‏      | S/RES/2148(2014) | نص الوثيقة على موقع الأمم المتحدة | السودان وجنوب السودان                                                   |
| 2149 ‏      | S/RES/2149(2014) | نص الوثيقة على موقع الأمم المتحدة | جمهورية أفريقيا الوسطى                                                  |
| 2150 ‏      | S/RES/2150(2014) | نص الوثيقة على موقع الأمم المتحدة | التهديدات التي يتعرض لها السلام والأمن الدوليين                         |
| 2151 ‏      | S/RES/2151(2014) | نص الوثيقة على موقع الأمم المتحدة | صون السلام والأمن الدوليين: إصلاح قطاع الأمن - التحديات والفرص          |
| 2152 ‏      | S/RES/2152(2014) | نص الوثيقة على موقع الأمم المتحدة | الصحراء الغربية                                                         |
| 2153 ‏      | S/RES/2153(2014) | نص الوثيقة على موقع الأمم المتحدة | كوت ديفوار                                                              |
| 2154 ‏      | S/RES/2154(2014) | نص الوثيقة على موقع الأمم المتحدة | صون السلم والأمن الدوليين                                               |
| 2155 ‏      | S/RES/2155(2014) | نص الوثيقة على موقع الأمم المتحدة | السودان وجنوب السودان                                                   |
| 2156 ‏      | S/RES/2156(2014) | نص الوثيقة على موقع الأمم المتحدة | تقرير الأمين العام عن الحالة في السودان وجنوب السودان                   |
| 2157 ‏      | S/RES/2157(2014) | نص الوثيقة على موقع الأمم المتحدة | غينيا-بيساو                                                             |
| 2158 ‏      | S/RES/2158(2014) | نص الوثيقة على موقع الأمم المتحدة | الصومال                                                                 |
| 2159 ‏      | S/RES/2159(2014) | نص الوثيقة على موقع الأمم المتحدة | عدم الانتشار                                                            |
| 2160 ‏      | S/RES/2160(2014) | نص الوثيقة على موقع الأمم المتحدة | التهديدات التي يتعرض لها السلم والأمن الدوليين نتيجة للأعمال الإرهابية  |
| 2161 ‏      | S/RES/2161(2014) | نص الوثيقة على موقع الأمم المتحدة | التهديدات التي يتعرض لها السلم والأمن الدوليين نتيجة للأعمال الإرهابية  |
| 2162 ‏      | S/RES/2162(2014) | نص الوثيقة على موقع الأمم المتحدة | الحالة في كوت ديفوار                                                    |
| 2163 ‏      | S/RES/2163(2014) | نص الوثيقة على موقع الأمم المتحدة | الحالة في الشرق الأوسط                                                  |
| 2164 ‏      | S/RES/2164(2014) | نص الوثيقة على موقع الأمم المتحدة | مالي                                                                    |
| 2165 ‏      | S/RES/2165(2014) | نص الوثيقة على موقع الأمم المتحدة | الشرق الأوسط                                                            |
| 2166       | S/RES/2166(2014) | نص الوثيقة على موقع الأمم المتحدة | رسالة مقدمة من الممثل الدائم لأوكرانيا لدى الأمم المتحدة إلى مجلس الأمن |
| 2167       | S/RES/2167(2014) | نص الوثيقة على موقع الأمم المتحدة | عمليات الأمم المتحدة لحفظ السلام                                        |
| 2168 ‏      | S/RES/2168(2014) | نص الوثيقة على موقع الأمم المتحدة | عملية الأمم المتحدة في قبرص                                             |
| 2169 ‏      | S/RES/2169(2014) | نص الوثيقة على موقع الأمم المتحدة | تمديد ولاية بعثة الأمم المتحدة لتقديم المساعدة إلى العراق               |
| 2170 ‏      | S/RES/2170(2014) | نص الوثيقة على موقع الأمم المتحدة | التهديدات التي يتعرض لها السلم والأمن الدوليين نتيجة للأعمال الإرهابية  |
| 2171 ‏      | S/RES/2171(2014) | نص الوثيقة على موقع الأمم المتحدة | صون السلم والأمن الدوليين — منع النزاعات                                |
| 2172 ‏      | S/RES/2172(2014) | نص الوثيقة على موقع الأمم المتحدة | الشرق الأوسط                                                            |
| 2173 ‏      | S/RES/2173(2014) | نص الوثيقة على موقع الأمم المتحدة | تقارير الأمين العام عن السودان وجنوب السودان                            |
| 2174 ‏      | S/RES/2174(2014) | نص الوثيقة على موقع الأمم المتحدة | ليبيا                                                                   |
| 2175 ‏      | S/RES/2175(2014) | نص الوثيقة على موقع الأمم المتحدة | حماية المدنيين في النزاع المسلح                                         |
| 2176 ‏      | S/RES/2176(2014) | نص الوثيقة على موقع الأمم المتحدة | ليبريا                                                                  |
| 2177 ‏      | S/RES/2177(2014) | نص الوثيقة على موقع الأمم المتحدة | السلم والأمن في أفريقيا                                                 |
| 2178 ‏      | S/RES/2178(2014) | نص الوثيقة على موقع الأمم المتحدة | التهديد على السلم والأمن الدوليين بسبب الأعمال الإرهاب                  |
| 2179 ‏      | S/RES/2179(2014) | نص الوثيقة على موقع الأمم المتحدة | تقرير الأمين العام عن الحالة في السودان                                 |
| 2180 ‏      | S/RES/2180(2014) | نص الوثيقة على موقع الأمم المتحدة | هايتي                                                                   |
| 2181 ‏      | S/RES/2181(2014) | نص الوثيقة على موقع الأمم المتحدة | جمهورية أفريقيا الوسطى                                                  |
| 2182       | S/RES/2182(2014) | نص الوثيقة على موقع الأمم المتحدة | الصومال                                                                 |
| 2183 ‏      | S/RES/2183(2014) | نص الوثيقة على موقع الأمم المتحدة | البوسنة والهرسك                                                         |
| 2184 ‏      | S/RES/2184(2014) | نص الوثيقة على موقع الأمم المتحدة | الصومال                                                                 |
| 2185 ‏      | S/RES/2185(2014) | نص الوثيقة على موقع الأمم المتحدة | عمليات الأمم المتحدة لحفظ السلام                                        |
| 2186 ‏      | S/RES/2186(2014) | نص الوثيقة على موقع الأمم المتحدة | غينيا بيساو                                                             |
| 2187 ‏      | S/RES/2187(2014) | نص الوثيقة على موقع الأمم المتحدة | تقرير الأمين العام عن السودان وجنوب السودان                             |
| 2188 ‏      | S/RES/2188(2014) | نص الوثيقة على موقع الأمم المتحدة | ليبريا                                                                  |
| 2189 ‏      | S/RES/2189(2014) | نص الوثيقة على موقع الأمم المتحدة | أفغانستان                                                               |
| 2190 ‏      | S/RES/2190(2014) | نص الوثيقة على موقع الأمم المتحدة | ليبريا                                                                  |
| 2191 ‏      | S/RES/2191(2014) | نص الوثيقة على موقع الأمم المتحدة | الشرق الأوسط                                                            |
| 2192 ‏      | S/RES/2192(2014) | نص الوثيقة على موقع الأمم المتحدة | الشرق الأوسط                                                            |
| 2193 ‏      | S/RES/2193(2014) | نص الوثيقة على موقع الأمم المتحدة | المحكمة الجنائية الدولية ليوغوسلافيا السابقة                            |
| 2194 ‏      | S/RES/2194(2014) | نص الوثيقة على موقع الأمم المتحدة | المحكمة الجنائية الدولية لرواندا                                        |
| 2195       | S/RES/2195(2014) | نص الوثيقة على موقع الأمم المتحدة | التهديدات التي يتعرض لها السلام والأمن الدوليين                         |

## المرجع
1. ↑  "قرارات مجلس الأمن". الأمم المتحدة. مؤرشف من الأصل في 2018-10-23. اطلع عليه بتاريخ 22 شباط / فبراير 2017. {{استشهاد ويب}}: تحقق من التاريخ في: |تاريخ الوصول= (مساعدة)